# 布施胤将
布施 胤将（ふせ たねまさ、正徳元年（1711年） - 寛政2年2月2日（1790年3月2日））は、江戸時代中期の旗本。飛騨代官。父は代官布施胤条、母は布施胤元の娘。通称は主善、庄之助、弥市郎。家禄は150俵。
元文4年（1739年）家督を継ぎ、小普請となる。寛政元年（1748年）小十人となる。宝暦3年（1753年）信濃国御影代官となる。同7年 (1757年) の支配高は信濃国で4万8600石、当分預所5100石余である。同11年 (1759年) 飛騨代官となる。同12年 (1760年) 飛騨国南方48カ村御用木川下げの損金につき、元伐賃前貸の800両を1200両に増額して、これを補填する伺いを立て、許可される。同13年 (1761年) 1万石を増地され飛騨国・美濃国内で6万4000石余となる。明和元年 (1764年) 朝鮮通信使の東海道岡崎宿宿泊にあたり、賄役を命じられる。同2年 (1765年) 飛騨国南方、北方御用木元伐の沿革取調書を幕府に提出する。同年に関東代官、同8年 (1771年) 増地1万石で陸奥国桑折代官となる。安永4年 (1775年) に関東代官、天明8年 (1788年) 出羽国柴橋代官と転任し、寛政元年 (1789年) 支配所増地で江戸廻代官へと転任したが、その後老免。同2年 (1790年) 死去。享年80。

## 経歴
- 元文4年（1739年）家督を継ぎ、小普請となる。
- 寛政元年 (1748年) 小十人となる。
- 宝暦3年（1753年）信濃国御影代官となる。
- 宝暦11年（1759年）飛騨代官となる
- 明和元年 (1748年) 関東代官を経て、陸奥国桑折代官となる。
- 安永4年（1775年）再度、関東代官となる。
- 天明8年 (1788年) 出羽国柴橋代官となる。
- 寛政元年 (1789年) 江戸廻代官となる。
- 寛政2年 (1790年) 死去。